# Hawaii (film fra 2006)
 For alternative betydninger, se Hawaii (flertydig). (Se også artikler, som begynder med Hawaii)
Hawaii er en dansk kortfilm fra 2006, der er instrueret af Michael Noer efter manuskript af ham selv og Tobias Lindholm.

## Handling
Det er i dag ti år siden, at taxachaufføren Per første gang mødte Helle - barpigen i pornobiografen Hawaii-Bio. Det er en helt speciel dag, men måske er det kun Per, som ved det.

## Medvirkende
- Per Nielsen, Per, taxachauffør
- Helle Koldsø, Helle, barpige i Hawaii Bio